# Faux Amis (film)
Pour les articles homonymes, voir Faux amis.
Pour plus de détails, voir Fiche technique et Distribution.
Faux Amis ou La Moisson de glace au Québec (The Ice Harvest) est un film américain réalisé par Harold Ramis, sorti en 2005. C’est l’adaptation du roman La Moisson de glace de Scott Phillips.
Le film est présenté au festival du cinéma américain de Deauville 2005.

## Synopsis
À Wichita au Kansas, le soir de Noël, un avocat et un pornographe volent deux millions de dollars à leur chef, Bill Guerrard, un mafieux local. Charlie Arglist, l'avocat, remet l'argent en liquide à son complice Vincent « Vic » Cavanaugh. Ils doivent se revoir dans la nuit pour partager le butin et prendre la route. En attendant, Charlie doit agir normalement.
Il se rend compte par hasard que lui et Vic sont recherchés par Roy Gelles, l'homme de main de Bill. Il prévient alors Vic, qui ne s'en inquiète pas. Puis il rencontre Pete Van Heuten, un ami qui est saoul et qui se plaint de sa vie actuelle. Il le ramène chez lui. Ensuite, il apprend que Vic l'attend au Velvet Touch, un bar à strip-tease. Arrivé là-bas, il découvre du sang par terre et un doigt pris dans un étau. Il se rend alors chez Vic. À peine garé devant la maison, il entend des coups de feu. Il se glisse à l'intérieur de la maison, et trouve la femme de Vic morte. Vic apparait alors, et l'informe que Roy est enfermé vivant dans une malle. Ils prennent la route pour aller jeter la malle et le cadavre de la femme dans un lac.
Pendant le trajet, Roy prévient Charlie que Vic compte le tuer une fois qu'ils se seront débarrassés de la malle dans laquelle il est enfermé. Alors qu'ils sont sur le ponton, Vic tombe à l'eau. Charlie, pensant que l'argent est dans la voiture, laisse Vic se noyer. Mais lorsqu'il ouvre le sac volumineux qu'il avait repéré, il n'y trouve que des vêtements. Dépité, il contacte Renata Crest qui tient le Sweet Cage, un bar à strip-tease. Elle l'invite à passer la voir au bar.
Arrivé là-bas, il la trouve attachée, et menacée par Bill qui l'attend. Il arrive à tuer Bill. Ils se rendent chez elle, et pendant qu'elle se douche, il aperçoit le sac contenant l'argent dans un placard. Il comprend alors que Vic avait prévu de partir avec elle. Lorsqu'elle sort de la salle de bain, il la tue avec un pistolet, elle s'écroule en laissant tomber un rasoir avec lequel elle comptait le tuer.
Finalement, Charlie prend la route avec l'argent, accompagné par son ami Pete.

## Fiche technique
- Titre français : Faux Amis
- Titre québécois : La Moisson de glace
- Titre original : The Ice Harvest
- Réalisation : Harold Ramis
- Scénario : Richard Russo et Robert Benton, d’après le roman La Moisson de glace de Scott Phillips
- Musique : David Kitay
- Photographie : Alar Kivilo
- Montage : Lee Percy
- Décors : Patrizia von Brandenstein
- Costumes : Susan Kaufmann
- Production : Albert Berger, Ron Yerxa, Thomas J. Busch, Jim Fishman, Laurel A. Ward, Richard Russo et Glenn Williamson
- Société de production : Focus Features et Bona Fide Productions
- Distribution : Focus Features (États-Unis), Pyramide Distribution (France)
- Budget : 16 millions de dollars
- Pays de production :  États-Unis
- Format : couleur — 35 mm — 1,85:1 — son DTS et Dolby Digital
- Genre : comédie noire, buddy movie
- Durée : 89 minutes
- Dates de sortie :
  - France : 3 septembre 2005 (festival de Deauville) ; 1er février 2006 (sortie nationale)
  - États-Unis : 20 octobre 2005 (Festival du film d'Austin) ; 23 novembre 2005 (sortie nationale)
  - Belgique : 8 février 2006

## Distribution
- John Cusack (VF : Bernard Gabay et VQ : Pierre Auger) : Charlie Arglist
- Billy Bob Thornton (VF : Eric Herson-Macarel et VQ : Éric Gaudry) : Vic Cavanaugh
- Connie Nielsen (VF : Sophie Riffont et VQ : Valérie Gagné) : Renata Crest
- Lara Phillips : Rusti
- Bill Noble : Culligan
- Randy Quaid (VF : Gabriel Le Doze et VQ : Guy Nadon) : Bill Guerrard
- Oliver Platt (VF : Nicolas Marié et VQ : François L'Écuyer) : Pete Van Heuten
- David Pasquesi (VF : Georges Caudron et VQ : Benoît Gouin) : le conseiller Williams
- Brad Smith : Ronny
- Ned Bellamy (VF : Pierre-François Pistorio et VQ : Louis-Georges Girard) : Sidney
- Mike Starr (VF : Claude Brosset et VQ : Yves Corbeil) : Roy
- T.J. Jagodowski (VF : Arnaud Arbessier) : l'officier Tyler
- Meghan Maureen McDonough : Francie
- Tab Baker : Dennis

## Production
Le film est l'adaptation du roman La Moisson de glace de Scott Phillips. Le producteur Ron Yerxa a été séduit par ce projet : « Cela faisait du bien de lire une histoire politiquement incorrecte se déroulant un jour comme Noël. Ce qui m'a intéressé, c'étaient non seulement ces personnages sans attaches faisant les 400 coups à la veille de Noël, mais aussi l'idée d'une intrigue se passant en une seule nuit. Pour mois, les meilleures comédies s'inspirent de la réalité. »
Monica Bellucci devait initialement incarner Renata. En raison de sa grossesse, elle sera finalement remplacée par Connie Nielsen.
Le tournage s'est déroulé du 4 avril au 19 juin 2004 à Carpentersville, Glenview, Highland Park, Marengo, Maywood, Northbrook et Waukegan, dans l'Illinois.

## Bande originale
- Hark the Herald Angels Sing, interprété par David Kitay
- The Little Drummer Boy, interprété par David Kitay
- Let’s Be Gentlemen Please, interprété par The Gentlemen
- The Boys All Went Home, interprété par The Gentlemen
- Speedbaby, interprété par The Gentlemen
- Let Us Know, interprété par The Gentlemen
- Brutally Good, interprété par A.M.
- Pretty Little Thing, interprété par A.M.
- Good King Wenceslaus, interprété par Manfredo Fest
- O Tanenbaum, interprété par Jesse Davis
- It Came Upon a Midnight Clear, interprété par Randy Sandke
- Silent Night, interprété par Charles Brown
- Nothing But the Wheel, interprété par Peter Wolf
- The Little Drummer Boy, interprété par Tony B
- Ride the Pony, interprété par Hyper
- Every Night and Every Day, interprété par BTM,
- I Saw Three Ships, interprété par Tony Kinsey
- The First Noel, interprété par Cranberry Singers
- Christmas Celebration, interprété par Jesse Thomas
- The Chipmunk Song, interprété par Alvin and the Chipmunks